# Előre (mozgalmi lap, 1927–1928)
Az Előre Bukarestben jelent meg rendszertelenül 1927 nyara és 1928 decembere között, mint a Városi és Falusi Dolgozók Blokkjának hivatalos lapja. Anyaga főleg mozgalmi jellegű.